# Julia M. McNamara
Julia M. McNamara é uma estudiosa da literatura francesa, administradora académica e ex-freira. Ela serviu como presidente do Albertus Magnus College em New Haven de 1982 a 2016.
McNamara cresceu em Queens, Nova York, e frequentou a Dominican Academy. Ela formou-se na Ohio Dominican University e no Middlebury College antes de concluir o seu PhD em francês na Universidade Yale, com uma dissertação sobre Julien Green. Membro das Irmãs Dominicanas da Paz até 1987, ingressou no corpo docente de Albertus Magnus, fundado pela ordem, em 1976, e ali tornou-se reitora em 1980. Ela presidiu a uma transformação completa do colégio, começando com a admissão de homens pela primeira vez em 1985. Ela também expandiu os esforços de arrecadação de fundos da faculdade, conseguindo aumentar significativamente a sua dotação. Ela aposentou-se em 2016.
Fora da Albertus, McNamara actuou no conselho do Yale New Haven Hospital e noutras instituições de caridade locais. Ela foi a primeira mulher a servir no Comité dos Proprietários das Terras Comuns e Unas, que supervisiona o New Haven Green.